# Тхієнг Буфа
Тіенг Буфа , Тхєнг Боупх (англ. Thieng Boupha) — Надзвичайний і Повноважний Посол Лаосу в Україні за сумісництвом (2012—2016). Генеральний директор Інституту закордонних справ МЗС Лаосу (з 2017).

## Життєпис
У 1986 році отримав диплом магістра міжнародних відносин Московського державного інституту Міжнародних відносин в Москві (МГІМО). Володіє мовами: іспанською, російською та англійською.
У 1986—1988 рр. — працював в Комісії із зовнішніх зв'язків ЦК Компартії Лаосу.
У 1988—1992 рр. — аташе при Посольстві Лаосу в Республіці Куба.
У 1992—1995 рр. — співробітник Департаменту Європа-Америка, Міністерство закордонних справ Лаосу.
У 1995—1999 рр. — другий секретар посольства Лаосу в Монголії.
У 1999—2002 рр. — заступник директора департаменту Америки, департамент Європа-Америка, Міністерство закордонних справ Лаосу.
У 2002—2005 рр. — перший секретар (заступник керівника Місії) в Посольстві Лаосу в Республіці Куба.
У 2005—2007 рр. — продовжував виконувати обов'язки директора Європи та Америки, Відділу Східної Європи.
У 2007—2008 рр. — Директор Департаменту Америки, Міністерство закордонних справ Лаосу.
У 2008—2011 рр. — заступник генерального директора департаменту Європа-Америка
У 2011—2016 рр. — Надзвичайний і Повноважний Посол Лаосу в РФ, Білорусі та Казахстані
У 2012—2016 рр. — Надзвичайний і Повноважний Посол Лаосу в Україні за сумісництвом. 02 липня 2012 року вручив вірчі грамоти Президенту України Віктору Януковичу..
З 2017 року — генеральний директор Інституту закордонних справ МЗС Лаосу.